# Kumlbúa þáttr
Il Kumlbúa þáttr (italiano: Racconto dell'abitante del cairn) è un þáttr, cioè un racconto islandese medievale, ambientato alla fine del XII secolo o all'inizio del XIII. Fu scritto tra il 1390 e il 1425. Ricopiato dal manoscritto originale Vatnshyrna da Árni Magnússon prima dell'incendio di Copenaghen del 1728, il testo è conservato in forma frammentaria nel manoscritto AM 564a 4to. È uno dei pochi þættir che non sono compresi nelle raccolte Flateyjarbók e Morkinskinna e per l'argomento del sogno è simile al Bergbúa þáttr e al Draumr Þórsteins Síðuhallssonar.

## Opera
Gli eventi sono ambientati a Hamarland, nel Breiðafjörður, tra le odierne Reykhólar e Staður. Si racconta la storia di Þorsteinn Þorvarðsson, cognato dell'abate Þorfinn di Bakk, che di ritorno da una messa cammina su un tumulo e trova una spada. Dopo essere tornato a casa, Þorsteinn va a letto e in sogno gli appare l'abitante del tumulo (kumlbúi). Questi, brandendo un'ascia, chiede a Þorsteinn di restituirgli la spada. La moglie di Þorsteinn, Helga, lo risveglia e gli chiede preoccupata come mai stia dormendo così male. Lui però non risponde e torna a dormire, e il fantasma torna a parlargli, declamando dei versi poetici di minaccia. Tuttavia Þorsteinn gli risponde con versi più efficaci costringendo il fantasma a lasciarlo in pace. Il giorno dopo Þorsteinn ritorna al tumulo ma non lo trova. Tornato a casa, racconta alla moglie e ad altre persone la sua storia.